# Шаварма
Шаварма је арапско национално јело, пореклом са Леванта. Прави се од различитих врста меса: јагњетине, пилетине, ћуретине, говедине, телетине или мешањем ових врста меса. Слична јела: турски донер кебаб и грчки гирос.

## Поступак припреме
Месо се наређа на шипку роштиља и припрема се тако, може да се грилује и цео дан. Припремљено месо се сече уздуж по слојевима. Остатак наређаног меса и даље остаје на ротирајућој шипки и даље се грилијући.

## Сервирање
Шаварма се сервира на тањиру уз уобичајене додатке или умотано у меку врсту теста, слично тортиљи, кори од пите или палачинке. Обично се гарнира са различитим врстама хлеба, медитераским салатама, парадајзом и краставцем. Могу се користити различити сосеви.

## Историја
Исторјиски гледано шаварма се среће на Источном Медитерану још у Микенској Грчкој и Минојском периоду. Сам начин припреме гриловањем на ротирајућој шипци и одсецањем комада меса уздужно слојевито развио је у 19. веку у у Бурси у Турској кувар Хаџи Искендер, чији донер ћевап представња спој шаварме, мексичког такоса и грчког гироса.

## Етимологија
Шаварма је арпакса реч преведена од турске речи окретање, мислећи се на припрему меса окретањем око своје осе. На то је додато још и одсецање меса уздужно по слојевима преузето из Турксе и Грчке кухиње и њихових специјалитета.

## Занимљивости
Током снимања филма Осветници, после сцене групне борбе главни јунак  Ајронмен изразио је жељу да се опусти уз шаварму, а после снимања завршне сцене ова група глумацва виђена је како се гости шавармом на киоску у Њујорку.